# Natalia Valeeva
Natalia Valeeva (Tîrnauca, 15 de novembro de 1969) é uma arqueira moldava, naturalizada italiana, medalhista olímpica.

## Carreira
Natalia Valeeva disputou Jogos Olímpicos de 1992 a 2012, em 1992 pelo CEI, em 1996 pela Moldávia e as quatro últimas pela itália, ganhando a medalha de bronze por equipes e no individual em Seul, pelo CEI.